# 5.º Cuerpo de Caballería de la Guardia
El 5.º Cuerpo de Caballería Bandera Roja de Budapest Cosaco del Don de la Guardia (en ruso: 5-й гвардейский Донской казачий Будапештский Краснознамённый кавалерийский корпус) fue un cuerpo de ejército de caballería que luchó en las filas del Ejército Rojo durante la Segunda Guerra Mundial.

## Historial de combate

### Segunda Guerra Mundial
El cuerpo se formó el 19 de noviembre de 1942 como el 5.º Cuerpo de Caballería Cosaca del Don de la Guardia, asignado al Grupo de Fuerzas del Norte del Frente Transcaucásico. Bajo el mando del mayor general Alekséi Selivánov, al cuerpo se le asignaron las 11.º y 12.º Divisiones de Caballería cosacas de la Guardia, la 63.º División de Caballería y otras unidades. Sus divisiones ya habían entrado en combate durante la Batalla del Cáucaso en los meses anteriores. El cuerpo entró en combate por primera vez como unidad a principios de diciembre en la región de Mozdok. Entre enero y mayo de 1943 luchó como parte del Frente Ciscaucásico y más tarde del Frente Sur como un grupo mecanizado de caballería.
Entre septiembre y noviembre, el cuerpo luchó como parte del Frente Sur (rebautizado como 4.º Frente Ucraniano el 20 de octubre) en el avance hacia el río Mius, en el que recuperó Volnovaja el 10 de septiembre, Juliaipole el 16 de septiembre, Melitópol el 23 de octubre y Kajovka el 2 de noviembre. Entre enero y febrero de 1944, el cuerpo fue trasladado al 2.º Frente Ucraniano para la batalla de Korsun-Cherkasy, donde destacó en el cerco y posterior destrucción de las tropas alemanas. Por su «cumplimiento ejemplar de las misiones de combate» en los combates por Zvenigorodka el 28 de enero y el «coraje y valentía» de su personal, el cuerpo recibió la Orden de la Bandera Roja el 13 de febrero. Durante marzo y abril, la unidad de caballería luchó en la ofensiva de Uman-Botoșani. A principios de abril, Selivánov, enfermó de tuberculosis, por lo que fue reemplazado al mando de la unidad por el ex subcomandante del cuerpo, el mayor general Serguéi Gorshkov.
Durante la Segunda Ofensiva de Jassy-Kishinev, el cuerpo formó el Grupo Mecanizado de Caballería del frente junto con el 23.º Cuerpo de Tanques. Avanzando rápidamente por el flanco derecho del frente, aseguró el avance del grupo de choque. Desde octubre de 1944, el cuerpo, transferido al Tercer Frente Ucraniano el 27 de noviembre, participó en la Batalla de Debrecen. En el ataque a Emőd, el 13 de noviembre, el comandante del pelotón de la 12.ª División de Caballería de la Guardia, el sargento mayor Piotr Grigoryevich Kuznetsov, fue rodeado, pero defendió su posición hasta la muerte. Por sus acciones, recibió póstumamente el título de Héroe de la Unión Soviética. Por sus «acciones de combate exitosas» y su participación en la destrucción de las fuerzas del Eje rodeadas en Budapest, el cuerpo recibió el nombre de la ciudad como título honorífico el 5 de abril de 1945.
El cuerpo vio su última acción en la Ofensiva de Viena en las últimas semanas de la guerra. Por sus acciones durante la guerra, aproximadamente 32 000 soldados del cuerpo fueron condecorados y diez se convirtieron en Héroe de la Unión Soviética. El cuerpo se disolvió en julio de 1946.

### Posguerra
A mediados de 1945, la 63.ª División de Caballería se reorganizó como la 12.ª División Mecanizada. A finales de 1945, el cuerpo fue retirado del Grupo de Fuerzas del Sur, con el que había estado estacionado en Ploiești, y trasladado a Novocherkask en el Distrito Militar del Don, junto con las 11.º y 12.º Divisiones de Caballería de la Guardia. El cuerpo se reorganizó como la 5.ª División Independiente de Caballería de la Guardia en mayo de 1946, con el 7.º Regimiento de Caballería de la Guardia formado a partir del 37.º Regimiento de Caballería de la Guardia, y los 11.º y 12.º Regimientos de Caballería de la Guardia formados a partir de las divisiones del mismo número. La división también incluía el 120.º Regimiento de Tanques y permaneció en Novocherkask como parte del Distrito Militar del Cáucaso Norte. Nombrada en honor a Yefim Shchadenko el 6 de septiembre de 1951, la división se reorganizó como la 18.ª División de Tanques Pesados de la Guardia el 18 de noviembre de 1954, la última división de caballería restante.

## Mando

### Comandantes
- Teniente general Alekséi Selivánov (del 15 de noviembre de 1942 al 4 de mayo de 1944)[3]
- Teniente general Serguéi Gorshkov (del 5 de mayo de 1944 hasta el final de la guerra)[4]

### Jefes de Estado Mayor
- Coronel Vasili Panin (del 19 de noviembre de 1942 al 31 de diciembre de 1942)
- Mayor general Aleskéi Dutkin (desde el 1 de enero de 1943 hasta el final de la guerra)[5]